# Ortholasma levipes
Ortholasma levipes is een hooiwagen uit de familie aardhooiwagens (Nemastomatidae). De originele naamcombinatie (protoniem) is Ortholasma levipes Shear & Gruber, 1983.